# Випадкова перестановка
Випадкова перестановка — це випадкове впорядкування множини об'єктів, тобто випадкова величина, елементарними подіями якої є перестановки. Випадкові перестановки часто застосовують у галузях, які використовують увипадковлені алгоритми: теорії кодування, криптографії, моделюванні тощо. Прикладом випадкової перестановки є тасування колоди карт.

## Генерування випадкових перестановок

### Прямий метод (елемент за елементом)
Одним з методів генерування випадкової перестановки множини з {\displaystyle n} елементів є використання рівномірного розподілу, для чого вибирають послідовно випадкові числа між 1 і {\displaystyle n}, забезпечуючи при цьому відсутність повторень. Отримана послідовність {\displaystyle (x_{1},\cdots ,x_{n})} інтерпретується як перестановка
{\displaystyle {\begin{pmatrix}1&2&3&\cdots &n\\x_{1}&x_{2}&x_{3}&\cdots &x_{n}\\\end{pmatrix}},}
Прямий метод генерування вимагає повторення вибору випадкового числа, якщо число, що випало, вже є в послідовності. Цього можна уникнути, якщо на {\displaystyle i}-му кроці (коли {\displaystyle x_{1},\cdots ,x_{i-1}} вже вибрано), вибирати випадкове число {\displaystyle j} між 1 і {\displaystyle n-i+1} і, потім, вибирати {\displaystyle x_{i}} рівним {\displaystyle j}-му невибраному числу.

### Тасування Кнута
Простий алгоритм генерування випадкових перестановок з {\displaystyle n} елементів (із рівномірним розподілом) без повторів, відомий як тасування Кнута, починається з довільної перестановки (наприклад, з тотожної — без переставляння елементів), і проходить з позиції 1 до позиції {\displaystyle n-1}, переставляючи елемент на позиції {\displaystyle i} з випадково вибраним елементом на позиціях від {\displaystyle i} до {\displaystyle n} включно. Легко показати, що в такий спосіб ми отримаємо всі перестановки {\displaystyle n} елементів зі ймовірністю рівно {\displaystyle 1/n!}.

## Статистика на випадкових перестановках

### Нерухомі точки
Розподіл імовірностей числа нерухомих точок у рівномірно розподілених випадкових перестановках на {\displaystyle n} елементах, у разі зростання {\displaystyle n} , наближається до закону Пуассона. Підрахунок числа нерухомих точок є класичним прикладом використання формули включень-виключень, яка показує, що ймовірність відсутності нерухомих точок наближається до {\displaystyle 1/e}. При цьому математичне сподівання числа нерухомих точок дорівнює 1 за будь-якого розміру перестановки.

## Перевірка випадковості
Як і у всіх інших випадкових процесах, якість алгоритму генерування перестановок, зокрема алгоритму тасування Кнута, залежить від покладеного в основу генератора випадкових чисел, такого як генератор псевдовипадкових чисел. Є багато можливих тестів випадковості, наприклад, тести diehard. Типовий приклад такого тесту полягає у виборі деякої статистики, для якої розподіл відомий, і перевірці, чи дійсно розподіл цієї статистики на множині отриманих перестановок достатньо близький до цього розподілу.